# قمة القاهرة للسلام
قمة القاهرة للسلام 2023 هى قمة دولية دعت إليها جمهورية مصر العربية إثر تطورات عملية طوفان الأقصى و ما صاحبها من عدوان إسرائيلي على قطاع غزة، وعقدت القمة في يوم السبت 21 أكتوبر 2023 بالقاهرة عاصمة جمهورية مصر العربية برئاسة الرئيس عبدالفتاح السيسي رئيس جمهورية مصر العربية وحضرها أكثر من 30 دولة وأمين عام الأمم المتحدة أنطونيو غوتيريش وخلال القمة تم بحث مستقبل القضية الفلسطينية، ومناقشة جذور الصراع التاريخى الفلسطيني الإسرائيلي.

## المشاركين في القمة
جمهورية مصر العربية - الرئيس عبدالفتاح السيسي رئيس جمهورية مصر العربية (رئيس القمة)
مملكة البحرين - الملك حمد بن عيسى آل خليفة ملك مملكة البحرين
 المملكة الأردنية الهاشمية - الملك عبدالله الثاني ملك المملكة الأردنية الهاشمية
 دولة الإمارات العربية المتحدة - الشيخ محمد بن زايد آل نهيان رئيس دولة الإمارات العربية المتحدة
 دولة قطر - الشيخ تميم بن حمد آل ثاني أمير دولة قطر
 دولة فلسطين - الرئيس محمود عباس رئيس دولة فلسطين
 دولة الكويت - الشيخ مشعل الأحمد الجابر الصباح ولي العهد
 دولة ليبيا - الرئيس الدكتور محمد المنفي رئيس المجلس الرئاسي
 جمهورية قبرص - الرئيس نيكوس خريستودوليدس رئيس جمهورية قبرص
 جمهوريةجنوب أفريقيا - الرئيس سيريل رامافوزا رئيس جمهورية جنوب أفريقيا
 جمهورية العراق - محمد شياع السوداني رئيس مجلس الوزراء
 جمهورية إيطاليا - جورجيا ميلوني رئيسة مجلس الوزراء
 مملكة أسبانيا - بيدرو سانشيز رئيس مجلس الوزراء
 جمهورية اليونان - كيرياكوس ميتسوتاكيس رئيس مجلس الوزراء
 مملكة النرويج - جوناس جار رئيس وزراء مملكة النرويج
 سلطنة عمان - السيد شهاب بن طارق آل سعيد نائب رئيس مجلس الوزراء لشؤون الدفاع
 المجلس الأوروبي -- شارل ميشيل رئيس المجلس الأوروبي
 المملكة العربية السعودية - الأمير فيصل بن فرحان آل سعود وزير الخارجية
 المملكة المغربية - ناصر بوريطة وزير الخارجية
 جمهورية تركيا - هاكان فيدان وزير الخارجية
 الأمم المتحدة - أنطونيو غوتيريش أمين عام الأمم المتحدة
 المملكة المتحدة - جيمس كليفري وزير الخارجية
 جمهورية البرازيل - ماورو فييرا وزير الخارجية
 الجمهورية الفرنسية - كاثرين كولونا وزير الخارجية
 جمهورية ألمانيا الإتحادية - أنالينا بيربوك وزيرة الخارجية
 روسيا الإتحادية - ميخائيل بوغدانوف نائب وزير الخارجية
 - تشاي جون المبعوث الخاص للشرق الأوسط
 الولايات المتحدة الأمريكية - السفيرة يث جونز القائمة بأعمال سفير الولايات المتحدة الأمريكية لدى جمهورية مصر العربية
إمتنعت الجمهورية الجزائرية عن المشاركة في هذه القمة.